# Lactuca racemosa
Lactuca racemosa là một loài thực vật có hoa trong họ Cúc. Loài này được Willd. mô tả khoa học đầu tiên năm 1803.